# Setchenovo
Setchenovo (en russe : Се́ченово) est un village (selo) de Russie situé dans l'oblast de Nijni Novgorod et le raïon du même nom. Il comptait 5 428 habitants en 2021.
Le village est le lieu de naissance du physiologiste Ivan Setchenov dont la famille y possédait un domaine. La famille Filatov, qui est devenue apparentée aux Setchenov, y a vécu, d'où a émergé toute une pléiade de personnalités de la médecine, de la science et de la culture. C'est ici que se trouvent les racines des frères Liapounov: le mathématicien Alexandre Liapounov, le savant slaviste Boris Liapounov et le compositeur Sergueï Liapounov. L'ingénieur naval et académicien Alexeï Krylov (dont la mère était née Liapounova) a longtemps séjourné au manoir familial.

## Géographie
Setchenovo est à environ 170 km à vol d'oiseau au sud-est de Nijni Novgorod, non loin de la limite avec les républiques de Mordovie (il est à 130 km de Saransk)  et de Tchouvachie (il est à 170 km de Tcheboksary) dans le cours supérieur de la Medianka, petit affluent gauche de la Soura.
Setchenovo est le siège administratif du raïon et du conseil rural du même nom qui comprend sept petits villages: Alferievo (7 km au sud-ouest), Bakharevka, Iasnoïe, Krasnoïe (respectivement à 7, 4 et 9 km au nord-est), Malinov Koust (6 km au sud), Mamleïka (4 km au sud-est) et Zinakovka (9 km au sud-ouest) ainsi que le hameau de Tioplostanskovo Sovchossa.

## Histoire
Le village remonte à un camp militaire établi en 1552 lors de la campagne des troupes d'Ivan le Terrible contre le Khanat de Kazan qui est définitivement vaincu. En conséquence, l'endroit s'appelle initialement Tioply  Stan, ce qui signifie littéralement « camp chaud ». À partir de 1780, Tioply Stan appartient à l'ouïezd de Kourmych de la région militaire de Simbirsk (aujourd'hui Oulianovsk) et à partir de 1796 du gouvernement de Simbirsk. Pendant longtemps, le village a dépendu de la volost Talyzinskaïa dont le siège était à Verkhneïe Talyzino, à environ 15 km au sud. Ce village était nettement plus grand que Tioply Stan jusqu'au XXe siècle. Ce n'est qu'après 1913 que Tioply Stan devient lui-même le siège d'une volost.
Avec la dissolution de l'ouïezd de Kourmych en 1921, Tioply Stan dépend de l'ouïezd de Sergatch du gouvernement de Nijni Novgorod. Avec l'introduction de la structure du raïon, l'endroit est devenu le siège du raïon de Tioply Stan (Teplostanski) en 1929. Le 24 novembre 1945, le village prend son nom actuel d'après le fils du village, le physiologiste Ivan Setchenov, et le raïon fait de même.

### Population
| Année | Habitants |
| ----- | --------- |
| 1897  | 1482      |
| 1939  | 2770      |
| 1959  | 2042      |
| 1970  | 2024      |
| 1979  | 2588      |
| 1989  | 4085      |
| 2002  | 5239      |
| 2010  | 5263      |
| 2021  | 5428      |

## Patrimoine
- Église Notre-Dame-de-Vladimir[2] construite dans les années 1990, à l'emplacement de l'ancienne construite en 1830 et détruite à l'époque soviétique[3].
- Église dédiée à la Mère de Dieu aux trois mains, construite en 1900 dans le petit village voisin de Bogatilovka (filiale de Verkhneïe Talyzino). C'était la seule de tout le raïon à être ouverte à l'époque soviétique. Elle dépend de l'éparchie de Lyskovo[4].
- Mosquée de l'Île-Rouge, construite en 1901.
- Musée local Setchenov, place Sovietskaïa[4].

## Transport
Setchenovo se trouve sur la route régionale 22K-0162, qui de l'autoroute nationale fédérale M7 Moscou – Nijni Novgorod – Kazan – Perm/Oufa via les sièges de raïons Bolchoïe Mourachkino, Kniaguinino, Sergatch et Ourassovka conduit plus loin à la frontière de la République de Tchouvachie (direction Alatyr). En direction du sud, la 22K-0088 bifurque à Setchenovo via Verkhneïe Talyzino jusqu'à la frontière de la République de Mordovie, où il y a une autre connexion avec la 89K-12 en direction de Saransk. La route numéro 22K-0059, qui est en partie en construction, va au nord de Setchenovo à Pilna.
Les gares les plus proches sont à environ 50 km à Sergatch et è Pilna sur la ligne Moscou - Arzamas - Kazan.

## Personnalité
- Ivan Setchenov (1829-1905), physiologiste et neurologue